# 平和を我等に
「平和を我等に」（へいわをわれらに、原題：Give Peace a Chance）は、1969年にジョン・レノンがプラスティック・オノ・バンド名義で発表した楽曲である。
ベトナム戦争に対する反戦歌、平和のメッセージソングとして制作され、狙い通りヒットした。

## 解説

### クレジット
本曲のクレジットはレノン＝マッカートニーとなっているが、実際にはレノンとオノ・ヨーコの共作である。レノンは彼女をクレジットに含まなかったことを「罪」だったと語っている。
ポール・マッカートニーは本曲の作曲にもレコーディングにも一切関与していない。レノンは1980年のインタビューで「なぜポールの名前が出ているのか、僕にも分からないくらいだよ。ポールの名前が出ているのは、別にシングルを出したことと － 最初の物だけどね － ビートルズから本気で離れようとしていたことで、僕がちょっと後ろめたく思っていたからなんだ」と語っている。
1997年に発売されたベスト・アルバム『レノン・レジェンド』以降、レノンの単独名義になり、著作権登録もジョン・ウィンストン・レノンになった。

### 録音

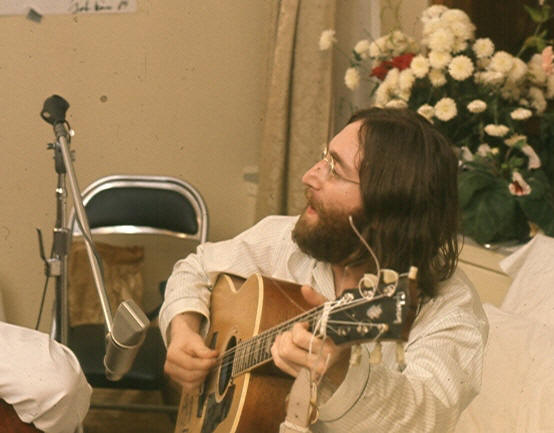
「平和を我等に」を練習するジョン・レノン
ギター：ギブソン J-160E

本曲は、モントリオールで行なわれた第2回の「ベッド・イン」の最終日に当たる1969年6月1日、会場だったクイーン・エリザベス・ホテルの1742号室で録音された。
レノンはビートルズの広報担当であるデレク・テイラーに録音技師を探すように頼み、テイラーは地元のレコーディング・スタジオのオーナーであるアンドレ・ペリーを見つけた。レコーディングは4本のマイクとペリーが持参した4トラックのテープレコーダーを用いて行われた
レノンはリード・ボーカルとアコースティック・ギター（ギブソン・J-160E）を担当。トミー・スムーザー（ザ・スムーザー・ブラザーズ）がアコースティック・ギター、ヨーコ、テイラー、ティモシー・リアリー（心理学者）と妻のローズマリー、ジョセフ・シュワルツ（化学者）、ペトゥラ・クラーク（歌手）、ディック・グレゴリー（コメディアン）、アレン・ギンズバーグ（詩人）、マレー・ザ・K（ラジオDJ）、フィル・スペクター（音楽プロデューサー）、「ベッド・イン」の取材に来ていた報道陣などがコーラスで参加した。
録音テープはEMIに送られ、セッション・ミュージャンなどの手によりダビングが施された。シングルは1969年7月4日に発表された。B面収録曲はオノ・ヨーコがボーカルを担当した「ヨーコの心」（Remember Love）だった。

## クレジット
- ジョン・レノン - リード・ボーカル、アコースティック・ギター
- オノ・ヨーコ　他多数 - バッキング・ボーカル、ハンドクラップ、タンバリン
- トミー・スムーザー - アコースティック・ギター
- ティモシー・リアリー、ペトゥラ・クラーク - バッキング・ボーカル
- アンドレ・ペリー - パーカッション

## チャート・パフォーマンス
| Chart (1969)                | Peak position |
| --------------------------- | ------------- |
| Austria Ö3 Austria Top 40   | 2             |
| Belgium Ultratop            | 2             |
| Canadian RPM Singles Chart  | 8             |
| German Media Control Charts | 4             |
| Netherlands MegaCharts      | 1             |
| Norway VG-lista             | 11            |
| Switzerland Music Charts    | 4             |
| UK Singles Chart            | 2             |
| US Billboard Hot 100        | 14            |
| US Cashbox Top 100          | 11            |

## 収録アルバム

### オリジナル録音
- 決定盤ジョン・レノン〜ワーキング・クラス・ヒーロー
- シェイヴド・フィッシュ〜ジョン・レノンの軌跡
- レノン・レジェンド〜ザ・ヴェリー・ベスト・オブ・ジョン・レノン
- ザ・ヒッツ〜パワー・トゥ・ザ・ピープル
- ギミ・サム・トゥルース.

### ライブ録音
- 平和の祈りをこめて
- スウィート・トロント (DVD)
- ライヴ・イン・ニューヨーク・シティ

## ライブ・パフォーマンス
同年9月13日、レノンとヨーコはザ・プラスティック・オノ・バンドを結成して、トロントで開催された『ロックンロール・リヴァイヴァル』で本曲を披露した。当日の音源はライブ・アルバム『平和の祈りをこめて』（1969年）と映像作品『スウィート・トロント』（1971年）に収録された。
1972年8月30日、マディソン・スクエア・ガーデンで開催された知的障害児の為のチャリティー・コンサート『ワン・トゥ・ワン・コンサート』で本曲を披露。この模様はレノンの死後、1986年に発売されたライブ・アルバム『ライヴ・イン・ニューヨーク・シティ』や同名の映像作品に収録されている。

## 他バージョン
ヨーコは1991年に湾岸戦争への抗議として多くのミュージシャンと「平和を我等に1991」を制作。2003年には9.11アメリカ同時多発テロに対しリミックスを発表。2008年にも40年記念のリミックスを発表した。
2020年に発売されたレノンのベスト・アルバム『ギミ・サム・トゥルース.』には、2020年最新のリマスタリングと、マルチトラックからのリミックスを施されて収録された。

## カバー
- ポール・マッカートニー - 1990年6月28日、"The Paul McCartney World Tour"のリヴァプール公演。「ストロベリー・フィールズ・フォーエヴァー」〜「ヘルプ!」〜「平和を我等に」のメドレー[注釈 6]。
- ポール・マッカートニー - ライブ・アルバム『グッド・イヴニング・ニューヨーク・シティ〜ベスト・ヒッツ・ライヴ』（2009年）。「ア・デイ・イン・ザ・ライフ」とのメドレー[注釈 7]。
- リンゴ・スター - リンゴ・スター&ヒズ・オール・スター・バンドのコンサートのアンコール曲。
- エルトン・ジョン - シングル「恋人たちの酒場」（1990年）のB面収録曲。
- コラージュ - レノンに捧げられたトリビュート・アルバム『ナイン・ソングス・オヴ・ジョン・レノン』（1993年）に収録、終盤ではディープ・パープル「スモーク・オン・ザ・ウォーター」およびレッド・ツェッペリン「ロックン・ロール」も挿入されている[16]。
- ドクター・ジョン - 1999年6月から2000年にかけて放送された日産自動車の自動車『日産・セレナ』のCMソング[17]。
- マドンナ - 2006年9月12日、モスクワ公演。アコースティック・バージョン[18]。